# Стивън Робинсън
Стивън Керн Робинсън (на английски: Stephen Kern Robinson) е астронавт на НАСА, участник в четири космически полета.

## Образование
Стивън Робинсън завършва колежа Campolindo High School, Морага, Калифорния през 1973 г. През 1978 г. става бакалавър по аерокосмическо инженерство в Калифорнийски университет, Дейвис. През 1985 г. се дипломира като магистър по инженерна механика в Станфордски университет, окръг Санта Клара, Калифорния. През 1990 г. става доктор по същата специалност в същото висше учебно заведение.

## Служба в НАСА
Стивън Робинсън започва работа в НАСА като извънщатен специалист още през 1975 г., когато е студент в Университета Дейвис. След като се дипломира е назначен през 1979 г. като учен на постоянен щат в Департамента по динамика на флуидите и аеродинамика в научния център на НАСА в Хамптън, Вирджиния. Участва в 35 инженерни и научни разработки в областта на аеродинамиката. На 12 декември 1994 г., Стивън Робинсън е избран за астронавт от НАСА, Астронавтска група №15. През май 1996 г. завършва успешно курса за подготовка. По време на службата си в НАСА има над 1400 часа нальот на реактивни самолети на агенцията. Участник е в четири космически полета и има в актива си 3 космически разходки с обща продължителност 20 часа и 05 минути. Пенсионира се през 2012 г. след 33 години служба в НАСА.

### Космически полети
| Космически полети на Стивън Керн Робинсън                | Космически полети на Стивън Керн Робинсън | Космически полети на Стивън Керн Робинсън | Космически полети на Стивън Керн Робинсън | Космически полети на Стивън Керн Робинсън | Космически полети на Стивън Керн Робинсън | Космически полети на Стивън Керн Робинсън |
| №                                                        | Дата                                      | КК                                        | Емблема на мисията                        | Функции                                   | Продължителност                           |                                           |
| -------------------------------------------------------- | ----------------------------------------- | ----------------------------------------- | ----------------------------------------- | ----------------------------------------- | ----------------------------------------- | ----------------------------------------- |
| 1                                                        | 7 август 1997                             | „Дискавъри“, мисия STS-85                 |                                           | Специалист на мисията                     | 11 денонощия 20 часа 28 мин. 07 сек.      |                                           |
| 2                                                        | 29 октомври 1998                          | „Дискавъри“, мисия STS-95                 |                                           | Специалист на мисията                     | 8 денонощия 21 часа 44 мин. 56 сек.       |                                           |
| 3                                                        | 26 юли 2005                               | „Дискавъри“, мисия STS-114                |                                           | Специалист на мисията                     | 13 денонощия 21 часа 32 мин. 48 сек.      |                                           |
| 4                                                        | 8 февруари 2010                           | „Индевър“, мисия STS-130                  |                                           | Специалист на мисията                     | 13 денонощия 18 часа 08 мин. 03 сек.      |                                           |
| Сумарно време в космоса – 34 денонощия 15 часа 44 минути |                                           |                                           |                                           |                                           |                                           |                                           |

## Награди
- Медал на НАСА за изключителна служба (2011 г.);
- Медал на НАСА за изключително лидерство (2000 г.);
- Медал на НАСА за участие в космически полет (1997, 1998, 2005 и 2010 г.).